# ATP 250

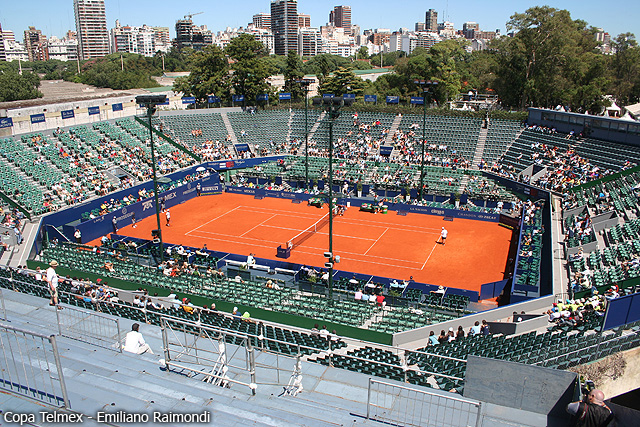
Le court central du Buenos Aires Lawn Tennis Club.

Les tournois ATP 250 (appelés ATP World Series de 1990 à 1997, ATP International Series de 1998 à 2008 et ATP World Tour 250 de 2009 à 2018) désignent les tournois de tennis du circuit professionnel masculin, l'ATP Tour, qui rapportent au vainqueur 250 points dans le classement technique de l'ATP. Ces tournois sont classés derrière les ATP Masters 1000 et les ATP 500 du point de vue du prestige et des points. Contrairement aux Masters 1000, la liste des tournois classés ATP 250 est susceptible de changer chaque année. En 2023, trente-huit tournois sont classés dans cette catégorie.
Le record de titres est détenu en simple par l'Autrichien Thomas Muster avec 26 sacres, et en double par l'Américain Mike Bryan avec 47 trophées.

## Points
| Tour           | 32 joueurs | 48 joueurs |
| -------------- | ---------- | ---------- |
| Victoire       | 250        | 250        |
| Finale         | 165        | 165        |
| 1/2 finale     | 100        | 100        |
| 1/4 de finale  | 50         | 50         |
| 1/8 de finale  | 25         | 25         |
| 1/16 de finale | -          | 13         |
| 1er tour       | 0          | 0          |

| Tour          | 16 équipes | 24 équipes |
| ------------- | ---------- | ---------- |
| Victoire      | 250        | 250        |
| Finale        | 150        | 150        |
| 1/2 finale    | 90         | 90         |
| 1/4 de finale | 45         | 45         |
| 1/8 de finale | -          | 20         |
| 1er tour      | 0          | 0          |

## Résultats

### Résultats ATP 250 (2009-)
| Date  | Tournoi et lieu                                               | Surface      | Vainqueur             | Finaliste                   | Score           | Tableau |
| ----- | ------------------------------------------------------------- | ------------ | --------------------- | --------------------------- | --------------- | ------- |
| 30/12 | Brisbane International presented by Evie, Brisbane            | Dur (ext.)   | Jiří Lehečka          | Reilly Opelka               | 4-1 ab.         | Tableau |
| 30/12 | Bank Of China Hong Kong Tennis Open, Hong Kong                | Dur (ext.)   | Alexandre Müller      | Kei Nishikori               | 2-6, 6-1, 6-3   | Tableau |
| 06/01 | Adelaide International, Adélaïde                              | Dur (ext.)   | Félix Auger-Aliassime | Sebastian Korda             | 6-3, 3-6, 6-1   | Tableau |
| 06/01 | ASB Classic, Auckland                                         | Dur (ext.)   | Gaël Monfils          | Zizou Bergs                 | 6-3, 6-4        | Tableau |
| 27/01 | Open Sud de France, Montpellier                               | Dur (int.)   | Félix Auger-Aliassime | Aleksandar Kovacevic        | 6-2, 67-7, 7-62 | Tableau |
| 10/02 | IEB+ Argentina Open, Buenos Aires                             | Terre (ext.) | João Fonseca          | Francisco Cerúndolo         | 6-4, 7-61       | Tableau |
| 10/02 | Delray Beach Open, Delray Beach                               | Dur (ext.)   | Miomir Kecmanović     | Alejandro Davidovich Fokina | 3-6, 6-1, 7-5   | Tableau |
| 10/02 | Open 13 Provence, Marseille                                   | Dur (int.)   | Ugo Humbert           | Hamad Medjedović            | 7-64, 6-4       | Tableau |
| 24/02 | Movistar Chile Open, Santiago                                 | Terre (ext.) | Laslo Djere           | Sebastián Báez              | 6-4, 3-6, 7-5   | Tableau |
| 31/03 | Grand Prix Hassan II, Marrakech                               | Terre (ext.) | Luciano Darderi       | Tallon Griekspoor           | 7-63, 7-64      | Tableau |
| 31/03 | Fayez Sarofim & Co. US Men's Clay Court Championship, Houston | Terre (ext.) | Jenson Brooksby       | Frances Tiafoe              | 6-4, 6-2        | Tableau |
| 31/03 | Tiriac Open, Bucarest                                         | Terre (ext.) | Flavio Cobolli        | Sebastián Báez              | 6-4, 6-4        | Tableau |
| 18/05 | Gonet Geneva Open, Genève                                     | Terre (ext.) | Novak Djokovic        | Hubert Hurkacz              | 5-7, 7-62, 7-62 | Tableau |
| 09/06 | Libéma Open, Bois-le-Duc                                      | Gazon (ext.) | Gabriel Diallo        | Zizou Bergs                 | 7-5, 7-68       | Tableau |
| 09/06 | BOSS Open, Stuttgart                                          | Gazon (ext.) | Taylor Fritz          | Alexander Zverev            | 6-3, 7-60       | Tableau |
| 22/06 | Mallorca Championships, Majorque                              | Gazon (ext.) | Tallon Griekspoor     | Corentin Moutet             | 7-5, 7-63       | Tableau |
| 23/06 | Lexus Eastbourne Open, Eastbourne                             | Gazon (ext.) | Taylor Fritz          | Jenson Brooksby             | 7-5, 6-1        | Tableau |
| 14/07 | Mifel Tennis Open by Telcel Oppo, Cabo San Lucas              | Dur (ext.)   | Denis Shapovalov      | Aleksandar Kovacevic        | 6-4, 6-2        | Tableau |
| 14/07 | Nordea Open, Båstad                                           | Terre (ext.) | Luciano Darderi       | Jesper de Jong              | 6-4, 3-6, 6-3   | Tableau |
| 14/07 | EFG Swiss Open Gstaad, Gstaad                                 | Terre (ext.) | Alexander Bublik      | Juan Manuel Cerúndolo       | 6-4, 4-6, 6-3   | Tableau |
| 20/07 | Generali Open, Kitzbühel                                      | Terre (ext.) | Alexander Bublik      | Arthur Cazaux               | 6-4, 6-3        | Tableau |
| 20/07 | Plava Laguna Croatia Open Umag, Umag                          | Terre (ext.) | Luciano Darderi       | Carlos Taberner             | 6-3, 6-3        | Tableau |
| 17/08 | Winston-Salem Open, Winston-Salem                             | Dur (ext.)   |                       |                             |                 | Tableau |
| 17/09 | Chengdu Open, Chengdu                                         | Dur (ext.)   |                       |                             |                 | Tableau |
| 17/09 | Hangzhou Open, Hangzhou                                       | Dur (ext.)   |                       |                             |                 | Tableau |
| 13/10 | European Open, Bruxelles                                      | Dur (int.)   |                       |                             |                 | Tableau |
| 13/10 | Almaty Open, Almaty                                           | Dur (int.)   |                       |                             |                 | Tableau |
| 13/10 | BNP Paribas Nordic Open, Stockholm                            | Dur (int.)   |                       |                             |                 | Tableau |
| 02/11 | Moselle Open, Metz                                            | Dur (int.)   |                       |                             |                 | Tableau |
| 02/11 | Hellenic Championship, Athènes                                | Dur (int.)   |                       |                             |                 | Tableau |

### Résultats ATP International Series (1998-2008)
NB: Les résultats détaillés des ATP International Series (1998-2008) ne commencent qu'à partir de la saison 2000 de l'ATP ici.

## Tableaux récapitulatifs

### ATP 250 (2020- )
|                   | 2020             | 2021                  | 2022                  | 2023                  | 2024                    | 2025                  |
| ----------------- | ---------------- | --------------------- | --------------------- | --------------------- | ----------------------- | --------------------- |
| Brisbane          | Non tenu         | Non tenu              | Non tenu              | Non tenu              | Dimitrov (6/6)          | Lehečka (2/2)         |
| Hong Kong         | Non tenu         | Non tenu              | Non tenu              | Non tenu              | Rublev (9/9)            | Müller (1/1)          |
| Adélaïde I        | Rublev (4/9)     | Annulé                | Monfils (7/9)         | Djokovic (8/9)        | Lehečka (1/2)           | Auger-Aliassime (3/4) |
| Auckland          | Humbert (1/5)    | Annulé                | Non tenu              | Gasquet (11/11)       | Tabilo (1/2)            | Monfils (9/9)         |
| Montpellier       | Monfils (6/9)    | Goffin (4/5)          | Bublik (1/5)          | Sinner (6/6)          | Bublik (3/5)            | Auger-Aliassime (4/4) |
| Marseille         | Tsitsipás (4/7)  | Medvedev (5/8)        | Rublev (5/9)          | Hurkacz (4/5)         | Humbert (4/5)           | Humbert (5/5)         |
| Buenos Aires      | Ruud (1/11)      | Schwartzman (3/3)     | Ruud (7/11)           | Alcaraz (2/2)         | Díaz Acosta (1/1)       | Fonseca (1/1)         |
| Delray Beach      | Opelka (2/4)     | Hurkacz (2/5)         | Norrie (2/3)          | Fritz (3/8)           | Fritz (5/8)             | Kecmanović (2/2)      |
| Santiago          | S. Wild (1/1)    | Garín (4/4)           | Martínez (1/1)        | Jarry (2/3)           | Báez (5/5)              | Djere (2/2)           |
| Houston           | Annulé           | Annulé                | Opelka (4/4)          | Tiafoe (2/3)          | Shelton (1/1)           | Brooksby (1/1)        |
| Marrakech         | Annulé           | Annulé                | Goffin (5/5)          | Carballés Baena (2/2) | Berrettini (6/8)        | Darderi (2/4)         |
| Bucarest          | Non tenu         | Non tenu              | Non tenu              | Non tenu              | Fucsovics (2/2)         | Cobolli (1/1)         |
| Genève            | Annulé           | Ruud (2/11)           | Ruud (8/11)           | Jarry (3/3)           | Ruud (11/11)            | Djokovic (9/9)        |
| Bois-le-Duc       | Annulé           | Annulé                | van Rijthoven (1/1)   | Griekspoor (2/3)      | de Minaur (7/7)         | Diallo (1/1)          |
| Stuttgart         | Annulé           | Čilić (14/16)         | Berrettini (5/8)      | Tiafoe (3/3)          | Draper (1/1)            | Fritz (7/8)           |
| Majorque          | Annulé           | Medvedev (6/8)        | Tsitsipás (6/7)       | Eubanks (1/1)         | Tabilo (2/2)            | Griekspoor (3/3)      |
| Eastbourne        | Annulé           | de Minaur (5/7)       | Fritz (2/8)           | F. Cerúndolo (2/3)    | Fritz (6/8)             | Fritz (8/8)           |
| Cabo San Lucas    | Annulé           | Norrie (1/3)          | Medvedev (7/8)        | Tsitsipás (7/7)       | Thompson (1/1)          | Shapovalov (3/3)      |
| Båstad            | Annulé           | Ruud (3/11)           | F. Cerúndolo (1/3)    | Rublev (8/9)          | Borges (1/1)            | Darderi (3/4)         |
| Gstaad            | Annulé           | Ruud (4/11)           | Ruud (9/11)           | Cachín (1/1)          | Berrettini (7/8)        | Bublik (4/5)          |
| Umag              | Annulé           | Alcaraz (1/2)         | Sinner (5/6)          | Popyrin (2/2)         | F. Cerúndolo (3/3)      | Darderi (4/4)         |
| Kitzbühel         | Kecmanović (1/1) | Ruud (5/11)           | Bautista-Agut (10/11) | Báez (3/5)            | Berrettini (8/8)        | Bublik (5/5)          |
| Winston-Salem     | Annulé           | Ivashka (1/1)         | Mannarino (2/4)       | Báez (4/5)            | Sonego (4/4)            |                       |
| Chengdu           | Annulé           | Annulé                | Annulé                | A. Zverev (8/8)       | Shang (1/1)             |                       |
| Hangzhou          | Non tenu         | Non tenu              | Non tenu              | Non tenu              | Čilić (16/16)           |                       |
| Astana/Almaty     | Millman (1/1)    | Kwon (1/2)            | ATP 500               | Mannarino (4/5)       | Khachanov (6/6)         |                       |
| Anvers/Bruxelles  | Humbert (2/5)    | Sinner (4/6)          | Auger-Aliassime (2/4) | Bublik (2/5)          | Bautista-Agut (11/11)   |                       |
| Stockholm         | Annulé           | Paul (1/3)            | Rune (2/3)            | Monfils (8/9)         | Paul (3/3)              |                       |
| Metz              | Annulé           | Hurkacz (3/5)         | Sonego (3/4)          | Humbert (3/5)         | Bonzi (1/1)             |                       |
| Athènes           | Non tenu         | Non tenu              | Non tenu              | Non tenu              | Non tenu                |                       |
| Córdoba           | Garín (3/4)      | J. M. Cerúndolo (1/1) | Ramos-Viñolas (4/4)   | Báez (2/5)            | Darderi (1/4)           | Non tenu              |
| Dallas            | Non tenu         | Non tenu              | Opelka (3/4)          | Wu (1/1)              | Paul (2/3)              | ATP 500               |
| Doha              | Rublev (3/9)     | Basilashvili (1/2)    | Bautista-Agut (9/11)  | Medvedev (8/8)        | Khachanov (5/6)         | ATP 500               |
| Estoril           | Annulé           | Ramos-Viñolas (3/4)   | Báez (1/5)            | Ruud (10/11)          | Hurkacz (5/5)           | Non tenu              |
| Munich            | Annulé           | Basilashvili (2/2)    | Rune (1/3)            | Rune (3/3)            | Struff (1/1)            | ATP 500               |
| Lyon              | Annulé           | Tsitsipás (5/7)       | Norrie (3/3)          | Fils (1/1)            | Mpetshi Perricard (1/1) | Non tenu              |
| Newport           | Annulé           | Anderson (6/6)        | Cressy (1/1)          | Mannarino (3/4)       | Giron (1/1)             | Non tenu              |
| Atlanta           | Annulé           | Isner (15/15)         | de Minaur (6/7)       | Fritz (4/8)           | Nishioka (3/3)          | Non tenu              |
| Belgrade          | Non tenu         | Berrettini (4/8)      | Rublev (6/9)          | Non tenu              | Shapovalov (2/3)        | Annulé                |
| Pune              | Veselý (2/2)     | Annulé                | Sousa (4/4)           | Griekspoor (1/3)      | Non tenu                | Non tenu              |
| Adélaïde II       | Non tenu         | Non tenu              | Kokkinakis (1/1)      | Kwon (2/2)            | Non tenu                | Non tenu              |
| Banja Luka        | Non tenu         | Non tenu              | Non tenu              | Lajović (2/2)         | Non tenu                | Non tenu              |
| Sofia             | Sinner (1/6)     | Sinner (3/6)          | Hüsler (1/1)          | Mannarino (5/5)       | Non tenu                | Non tenu              |
| Zhuhai            | Annulé           | Annulé                | Annulé                | Khachanov (4/6)       | Non tenu                | Non tenu              |
| Melbourne I       | Non tenu         | Sinner (2/6)          | Nadal (5/5)           | Non tenu              | Non tenu                | Non tenu              |
| Sydney            | Non tenu         | Non tenu              | Karatsev (2/2)        | Non tenu              | Non tenu                | Non tenu              |
| Gijón             | Non tenu         | Non tenu              | Rublev (7/9)          | Non tenu              | Non tenu                | Non tenu              |
| San Diego         | Non tenu         | Ruud (6/11)           | Nakashima (1/1)       | Non tenu              | Non tenu                | Non tenu              |
| Séoul             | Non tenu         | Non tenu              | Nishioka (2/3)        | Non tenu              | Non tenu                | Non tenu              |
| Tel Aviv          | Non tenu         | Non tenu              | Djokovic (7/9)        | Non tenu              | Non tenu                | Non tenu              |
| Florence          | Non tenu         | Non tenu              | Auger-Aliassime (1/4) | Non tenu              | Non tenu                | Non tenu              |
| Naples            | Non tenu         | Non tenu              | Musetti (1/1)         | Non tenu              | Non tenu                | Non tenu              |
| Antalya           | Non tenu         | de Minaur (4/7)       | Non tenu              | Non tenu              | Non tenu                | Non tenu              |
| Melbourne II      | Non tenu         | Evans (1/1)           | Non tenu              | Non tenu              | Non tenu                | Non tenu              |
| Singapour         | Non tenu         | Popyrin (1/2)         | Non tenu              | Non tenu              | Non tenu                | Non tenu              |
| Marbella          | Non tenu         | Carreño Busta (5/5)   | Non tenu              | Non tenu              | Non tenu                | Non tenu              |
| Belgrade II       | Non tenu         | Djokovic (6/9)        | Non tenu              | Non tenu              | Non tenu                | Non tenu              |
| Parme             | Non tenu         | Korda (1/1)           | Non tenu              | Non tenu              | Non tenu                | Non tenu              |
| Saint-Pétersbourg | ATP 500          | Čilić (15/16)         | Non tenu              | Non tenu              | Non tenu                | Non tenu              |
| Moscou            | Annulé           | Karatsev (1/2)        | Annulé                | Non tenu              | Non tenu                | Non tenu              |
| Sardaigne         | Djere (1/2)      | Sonego (2/4)          | Non tenu              | Non tenu              | Non tenu                | Non tenu              |
| Long Island       | Edmund (2/2)     | Annulé                | Non tenu              | Non tenu              | Non tenu                | Non tenu              |
| Cologne I         | A. Zverev (6/8)  | Non tenu              | Non tenu              | Non tenu              | Non tenu                | Non tenu              |
| Cologne II        | A. Zverev (7/8)  | Non tenu              | Non tenu              | Non tenu              | Non tenu                | Non tenu              |

### ATP International Series (1998-2008)
NB: Le tableau récapitulatif du palmarès de la période ATP International Series (1998-2008) ne commence qu'en 2000.

## Record en simple
(3 juillet 2023).
Mis à jour au 23 octobre 2022,,.
En gras les joueurs encore en activité.
| 1er  | Thomas Muster       | 26 |
| 2e   | Roger Federer       | 25 |
| 3e   | Lleyton Hewitt      | 22 |
| 4e   | Andy Roddick        | 21 |
| 5e   | Pete Sampras        | 20 |
| 6es  | Ievgueni Kafelnikov | 19 |
| 6es  | Michael Chang       | 19 |
| 6es  | Andre Agassi        | 19 |
| 9e   | Andy Murray         | 17 |
| 10es | Nikolay Davydenko   | 16 |
| 10es | David Ferrer        | 16 |
| 10es | Marin Čilić         | 16 |
| 10es | Richard Gasquet     | 16 |

| 1er | Roger Federer       | 34 |
| 2e  | Thomas Muster       | 32 |
| 3es | Andy Roddick        | 30 |
| 3es | Michael Chang       | 30 |
| 3es | Lleyton Hewitt      | 30 |
| 6es | Pete Sampras        | 29 |
| 6es | Ievgueni Kafelnikov | 29 |
| 8es | Carlos Moyà         | 28 |
| 8es | Richard Gasquet     | 28 |
| 10e | Andre Agassi        | 27 |

| 1er | Fabrice Santoro        | 207 |
| 2e  | Guillermo García-López | 185 |
| 3e  | Andreas Seppi          | 178 |
| 4e  | Francisco Clavet       | 176 |
| 5e  | Vincent Spadea         | 174 |
| 6es | Mikhail Youzhny        | 170 |
| 6es | Kenneth Carlsen        | 170 |
| 8e  | Marc Rosset            | 168 |
| 9e  | Feliciano López        | 164 |
| 10e | Fernando Verdasco      | 162 |

| 1er | Fabrice Santoro        | 428 |
| 2e  | Francisco Clavet       | 400 |
| 3e  | Mikhail Youzhny        | 384 |
| 4e  | Marc Rosset            | 375 |
| 5e  | Fernando Verdasco      | 369 |
| 6e  | Guillermo García-López | 367 |
| 7es | Andreas Seppi          | 359 |
| 8e  | Carlos Moyà            | 358 |
| 9e  | Richard Gasquet        | 357 |
| 10e | Gilles Simon           | 356 |

| 1er | Thomas Muster       | 266 |
| 2e  | Carlos Moyà         | 246 |
| 3e  | Ievgueni Kafelnikov | 243 |
| 4e  | Richard Gasquet     | 241 |
| 5e  | Francisco Clavet    | 232 |
| 6e  | Fabrice Santoro     | 226 |
| 7es | Lleyton Hewitt      | 225 |
| 7es | Mikhail Youzhny     | 225 |
| 9e  | Greg Rusedski       | 221 |
| 10e | Marc Rosset         | 220 |

| 1er | Pete Sampras   | 177 - 34 | 83,9 % |
| 2e  | Andy Roddick   | 211 - 49 | 81,2 % |
| 3e  | Roger Federer  | 205 - 51 | 80,1 % |
| 4e  | Andre Agassi   | 187 - 47 | 80,0 % |
| 5e  | Novak Djokovic | 91 - 25  | 78,4 % |
| 6e  | Andy Murray    | 144 - 40 | 78,3 % |
| 7e  | Lleyton Hewitt | 225 - 72 | 75,8 % |
| 8e  | Thomas Muster  | 266 - 87 | 75,4 % |
| 9e  | Michael Chang  | 216 - 71 | 75,3 % |
| 10e | Rafael Nadal   | 112 - 38 | 74,7 % |

- Les titres :
  - Titres sur dur : 14  Andre Agassi
  - Titres sur gazon : 8  Roger Federer
  - Titres sur moquette : 8  Ievgueni Kafelnikov
  - Titres sur terre battue : 24  Thomas Muster
  - Titres en intérieur : 11  Jo-Wilfried Tsonga
  - Titres en extérieur : 26  Thomas Muster
  - Titres sur dur extérieur : 12  Lleyton Hewitt
  - Titres sur dur en intérieur : 11  Jo-Wilfried Tsonga
  - Titres sur surface rapide (dur, gazon et moquette) : 21  Roger Federer
  - Titres dans un même tournoi : 7  Roger Federer à Halle
  - Titres sur une saison : 7  Thomas Muster en 1993.
  - Plus jeune vainqueur :  Andreï Medvedev en 1992 à Gênes à 17 ans 9 mois et 15 jours.
  - Plus vieux vainqueur :  Ivo Karlović en 2016 à Cabo San Lucas à 37 ans 5 mois et 8 jours.

## Records en double
Mis à jour au 2 novembre 2020
| 1er  | Mike Bryan       | 47 |
| 2e   | Bob Bryan        | 45 |
| 3e   | Todd Woodbridge  | 34 |
| 4e   | Daniel Nestor    | 30 |
| 5e   | Paul Haarhuis    | 29 |
| 6e   | Leander Paes     | 27 |
| 7es  | Jonas Björkman   | 26 |
| 7es  | František Čermák | 26 |
| 7es  | Martin Damm      | 26 |
| 10es | Mahesh Bhupathi  | 24 |
| 10es | Mark Woodforde   | 24 |